# 포털플레이어
포털플레이어(PortalPlayer, Inc.)는 1999년에 설립된 팹리스 반도체 회사로, 개인 미디어 플레이어용 시스템 온 칩 반도체, 펌웨어 및 소프트웨어를 공급했다. 이 회사는 반도체 설계와 펌웨어 개발을 담당했으며, 실제 반도체 제조는 상업적인 파운드리에 위탁했다.
이 회사는 애플이 아이팟 개발을 위해 계약한 회사로 이름을 알렸다. 이 회사는 2004년 11월에 IPO를 통해 공개되었고, 나스닥에서 티커 심볼 PLAY로 거래되었다. 애플에 대한 매출은 회사 총 수익의 90%까지 성장했으며, 결국 애플이 아이팟 라인의 미디어 프로세서 칩 공급업체를 변경하면서 회사에 타격을 주었다.
2007년 1월 5일, 엔비디아는 약 3억 5천 7백만 달러에 포털플레이어를 인수했다고 발표했다.

## 제품

### 포털플레이어 5002
공유 SRAM (3x 32KB 뱅크)을 가진 듀얼 ARM7TDMI 코어. 메모리 컨트롤러의 에라타로 인해 데이터 캐시 성능이 절반으로 줄어들지만 SRAM은 빠르다. ARM7TDMI는 캐시 일관성을 지원하지 않으므로, 개별 ARM7TDMI 코어는 DRAM에 대한 일관된 뷰를 가지지 않는다. SRAM에 일관성을 도입하기 위해 맞춤형 로직이 사용된다.
다음 장치에서 사용되었다:
- 아이팟: 1, 2, 3세대[7][8]

### 포털플레이어 5003
두 개의 ARM7 CPU 코어가 포함된 시스템 온 칩으로, 각 코어는 최대 90MHz로 작동한다. 5002 캐시 버그를 수정하여 DRAM 성능을 크게 향상시켰다.
다음 장치에서 사용되었다:
- 리오 카르마[9]

### 포털플레이어 5020
두 개의 ARM CPU 코어가 포함된 시스템 온 칩으로, 각 코어는 75MHz로 작동한다. 크로스바 스타일 스위치를 사용하여 SRAM을 4개 뱅크(128KB)로 확장했다.
다음 장치에서 사용되었다:
- 아이팟: 4세대, 아이팟 포토, 그리고 1세대 아이팟 미니[10][11]
- 필립스 HDD100/120 (미확인)
- 타퉁 엘리오 M310 (system/pp5020.mi4에 "PP5020AF-05.11-TG01-11.40-TG01-11.40-DT" 및 "Copyright(c) 1999 - 2003 PortalPlayer, Inc." 문자열 포함)
- 버진 플레이어 5GB[12]
- MSI 메가플레이어 540, "PP5020AF..." 문자열을 포함하는 펌웨어 system/pp5020.mi4를 가짐, 독일에서는 ALDI에서 Medion MD81034로 판매되었다
- 아이리버 H10, 5GB, 6GB, 20GB 모델을 포함한 모든 변형
- 에디롤 R-1 (어떤 칩인지 미확인 소문이지만, 기기에는 "Powered by PortalPlay Inc. 1999-2004"가 표시됨)
- M-AUDIO 마이크로트랙 ver.1 "string pp5020d-tf"
- 올림푸스 m:robe MR-100

### 포털플레이어 5021C-TDF
다음 장치에서 사용되었다:
- 아이팟: 1세대 아이팟 나노[13] 및 동영상 재생이 가능한 5세대 아이팟

### 포털플레이어 5022
SRAM은 더 이상 빠르거나 느린 뱅크로 분할되지 않으며, 모든 뱅크가 균일한 접근 속도를 가진다.
다음 장치에서 사용되었다:
- 아이팟: 2세대 아이팟 미니[14][15]
- 필립스: GoGear HDD1630/HDD6320/HDD6330 > PP 5022 + 코덱 울프슨 WM8731L[16]

### 포털플레이어 5024
통합 오스트리아 마이크로시스템즈 AS3514 DAC 및 전원 관리 칩이 내장된 PP5022.
다음 장치에서 사용되었다:
- 샌디스크 산사 e200 시리즈[17]
- 필립스 고기어 SA9200[18]

### 포털플레이어 APX
포털플레이어의 애플리케이션 프로세서 시리즈.
다음 장치에서 사용되었다:
- 마이크로소프트 준 HD
- 현재 세대 엔비디아 테그라 모바일 프로세서